# Дано (Грузия)
Дано (груз. დანო) — село, находящееся в Ахметском муниципалитете края Кахетия Грузии. Дано расположено в горном регионе Тушетия, на высоте 2040 метров над уровнем моря, у реки Пирикительская Алазани. По данным переписи населения Грузии за 2014 год, в настоящее время в селе нет постоянных жителей.

## Общие сведения
Село Дано расположено в исторической географической горной области Тушетия, на северо-востоке Грузии, регион представлен на включение в список Всемирного наследия ЮНЕСКО.
Через село проходит туристический маршрут Национального парка Тушетия от селения Дартло к крепости Квавло.
Во времена позднего средневековья через Дано проходила дорога, связывающая Тушетию с Чечнёй.